# SHRDLU
SHRDLU was een computerprogramma, gebaseerd op het begrijpen van natuurlijke taal, ontwikkeld door Terry Winograd aan het Massachusetts Institute of Technology van 1968 tot 1970. Het was geschreven in de Micro Planner en Lisp programmeertaal op de DEC PDP-6 computer en een DEC grafische terminal. De naam SHRDLU komt van Etaoin Shrdlu, de indeling van de alfatoetsen op een Linotype-drukpers, gerangschikt in aflopende orde van gebruiksvoorkomen in het Engels.